# Photinia glabra
Photinia glabra là loài thực vật có hoa trong họ Hoa hồng. Loài này được (Thunb.) Maxim. miêu tả khoa học đầu tiên năm 1873.

## Hình ảnh

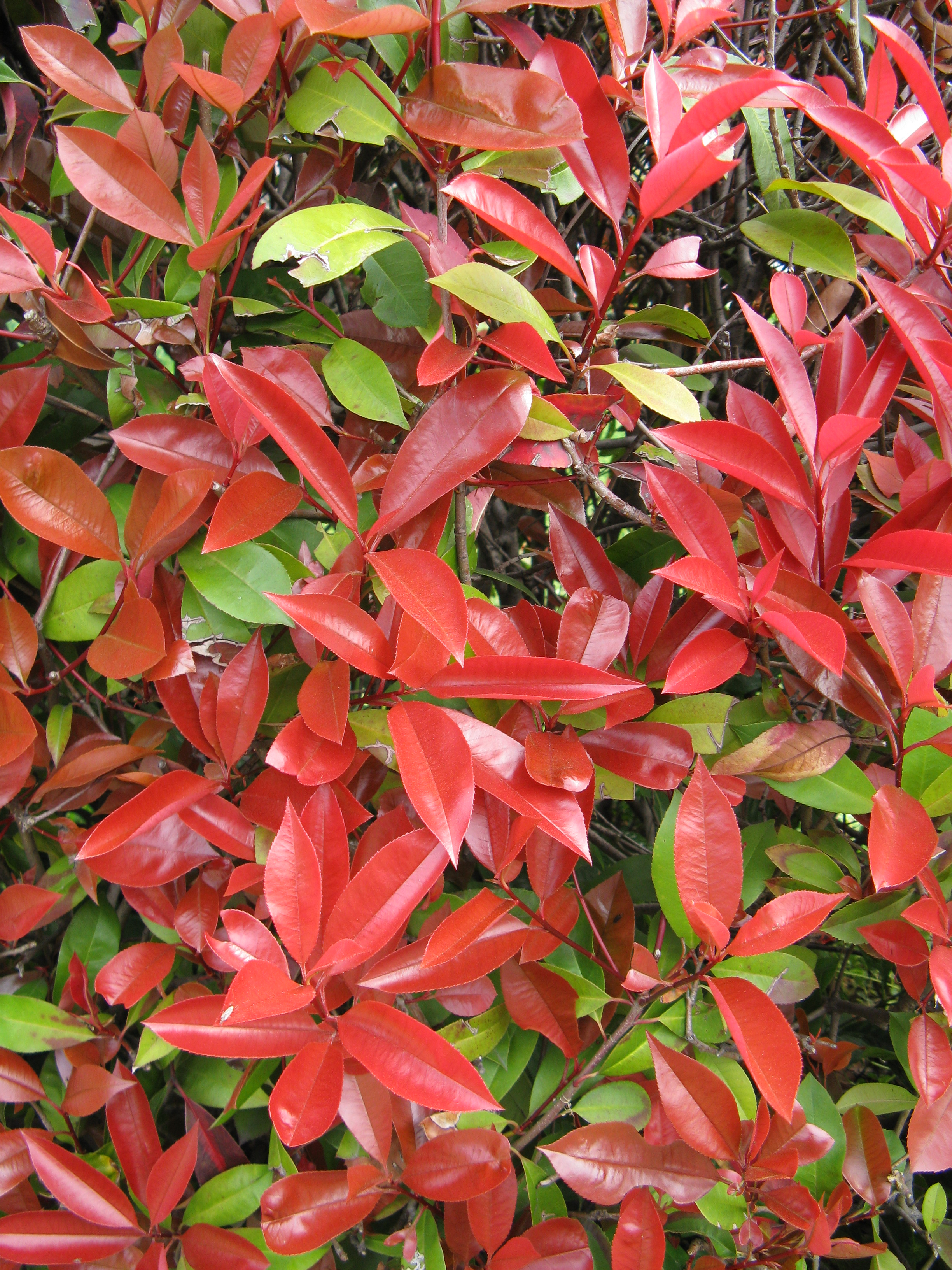
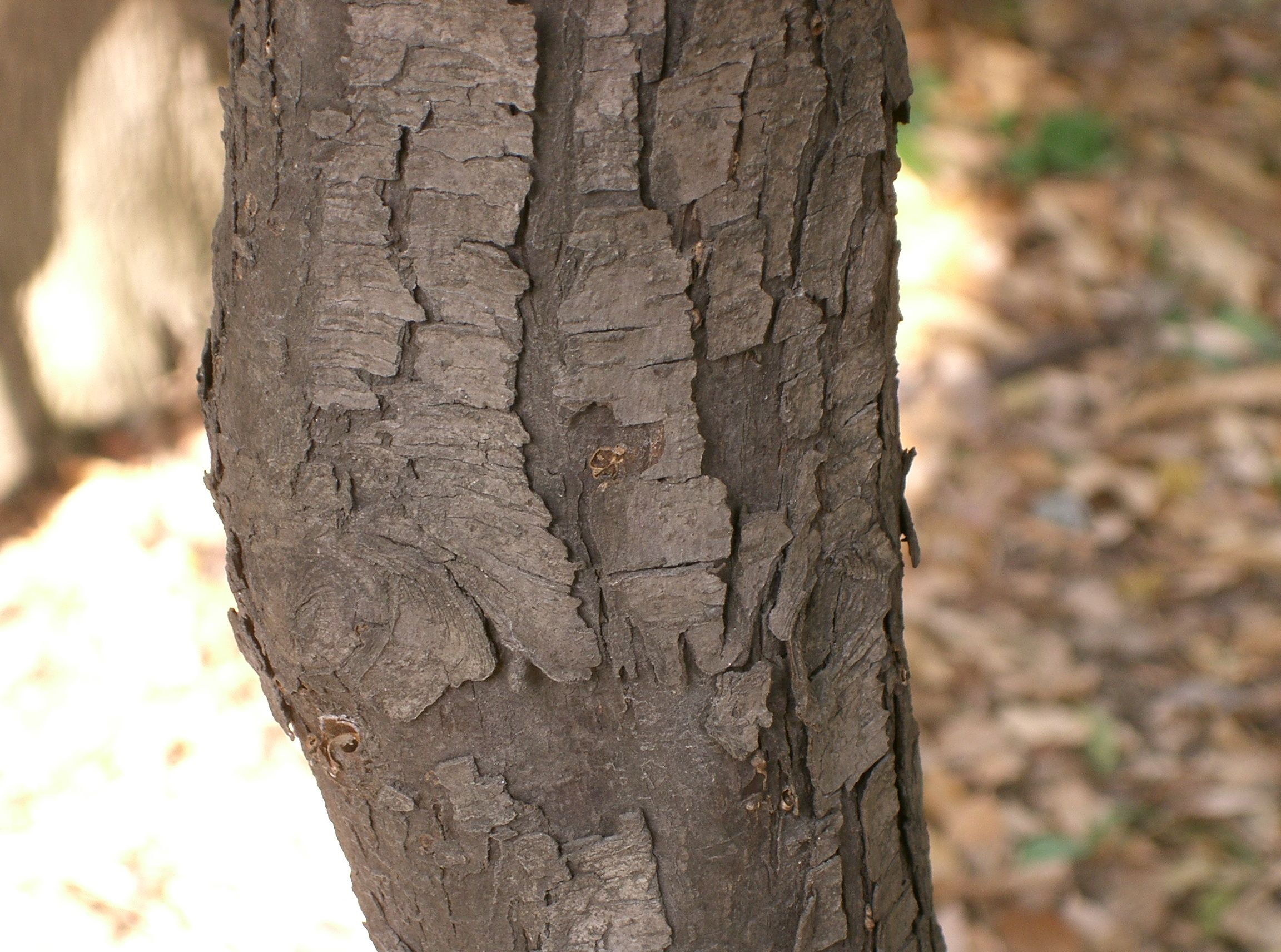
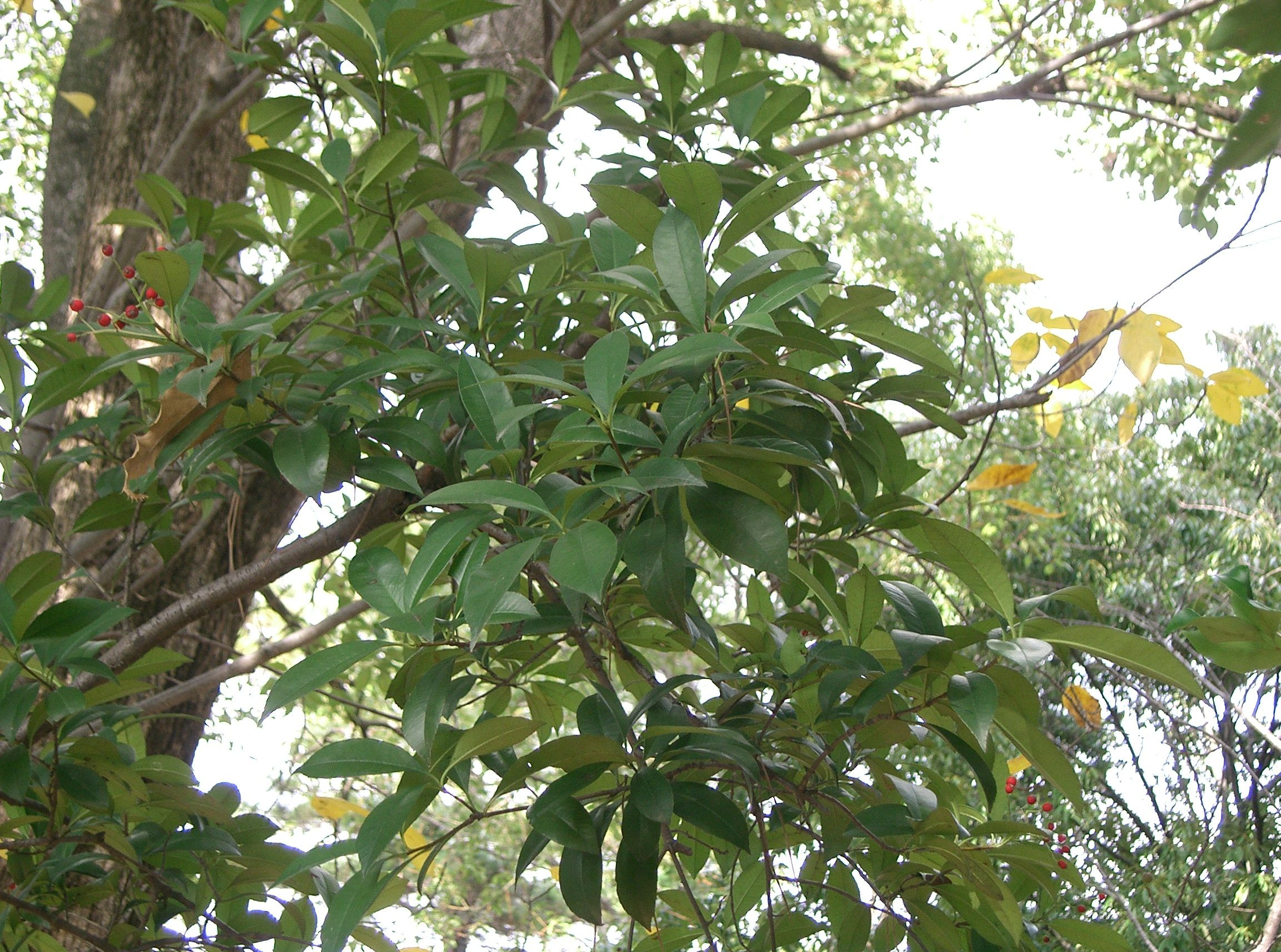
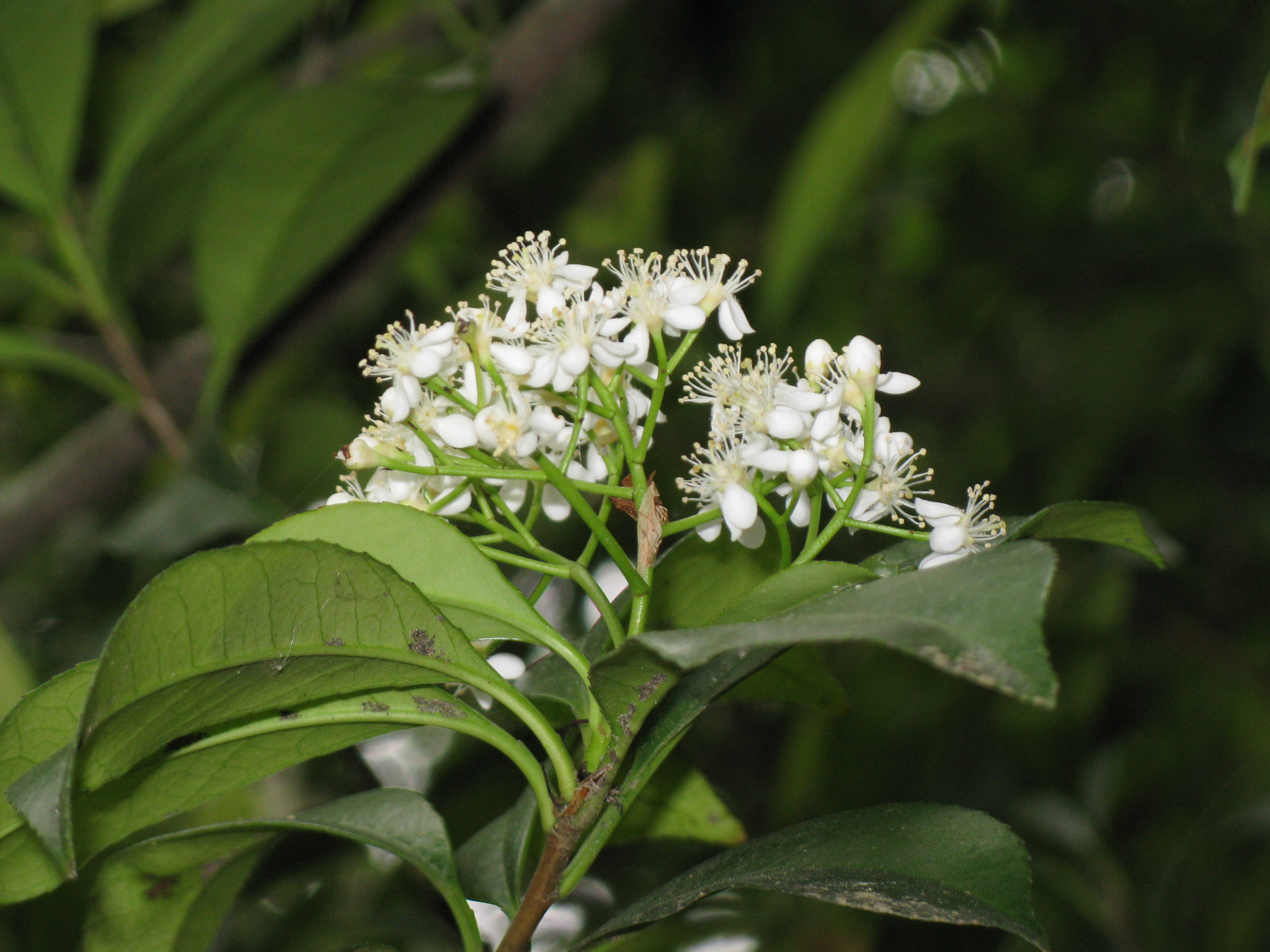